# ماكسيميليان بيرشر بينر
ماكسيميليان بيرشر بينر (22 أغسطس 1867 - 24 يناير 1939) كان طبيب وخبير تغذية سويسري يُنسب إليه الفضل في الترويج لالمويسلي.